# Cássio Vasconcellos
Cássio Vasconcellos (São Paulo, 29 de setembro de 1965) é um fotógrafo brasileiro.

## Biografia
Iniciou sua trajetória profissional em 1981, sempre voltado aos projetos artísticos, além de vasta produção de fotografias aéreas. Desde o início revelou talento e criatividade como fotógrafo. No início de sua carreira participou do grupo "Olho Mágico", com Paul Peltier e Paul Constantinides. Além disto, fez uma exposição em homenagem a cantora Tetê Espíndola.

## Obra

### Publicações
- 2012 - Panorâmicas. DBA. ISBN 8572344535
- 2010 - Aéreas (Série Fotógrafos Viajantes). Terra Virgem. ISBN 8585981571
- 2002 - Noturnos, São Paulo. Bookmark. ISBN 85-87811-04-5

### Exposições
- 2013 - Cassio Vasconcellos, Today Art Museum, Pequim, China
- 2011 - “Correspondências Visuais”, com Marcelo Brodsky, Galeria Zipper, São Paulo, Brasil
- 2011 - “Correspondências Visuais”, com Marcelo Brodsky e Tiago Santana, Centro Cultural Banco do Nordeste, Fortaleza, Brasil
- 2010 - “Noturnos”, Prédio Central dos Correios, São Paulo, Brasil. Curadoria: Christian Caujoulle

### Prêmios
- 2002 - Melhor Exposição de Fotografia do Ano - Associação Paulista de Críticos de Arte, São Paulo, Brasil
- 2001 - Prêmio Porto Seguro Fotografia, São Paulo, Brasil
- 1999 - Prêmio J.P. Morgan de Fotografia - Prêmio Aquisição, São Paulo, Brasil
- 1995 - Prêmio Nacional de Fotografia (categoria arte) - FUNARTE, Brasil